# Air Afrique Horizon
Air Afrique Horizon es una aerolínea charter de carga con base en Yamena, Chad. Fue fundada en 1999 y efectúa vuelos de carga desde Yamena.
- Datos: Q8192305